# Borongan

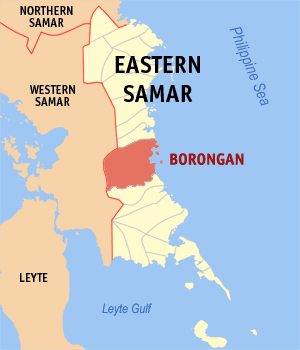
Borongans läge i Östra Samar

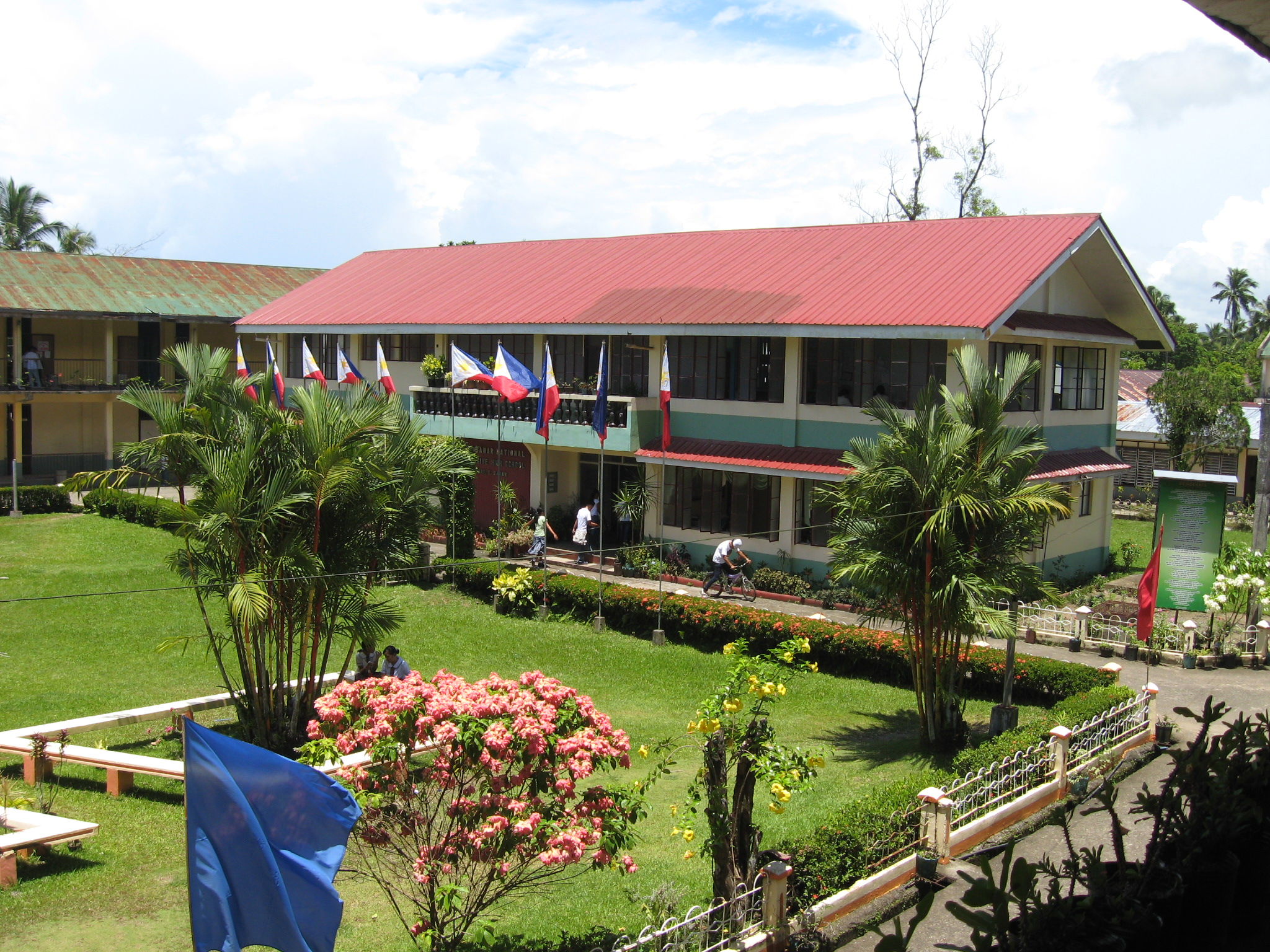

Borongan (officiellt City of Borongan) är en stad i Filippinerna. Den är administrativ huvudort för provinsen Östra Samar i regionen Östra Visayas och hade 59 354 invånare vid folkräkningen 2007. Staden är indelad i 61 smådistrikt, barangayer, varav 17 är klassificerade som urbana.